# Изложба Ђорђа Поповића и Јелене Јовановић (1951)
Изложба Ђорђа Поповића и Јелене Јовановић се одржала у периоду од 20. априла до 6. маја 1951. године у Уметничком павиљону „Цвијета Зузорић”.

## Изложена дела

### Ђорђе Поповић
1. „Мртва природа” 1928.
2. „Портре сестре Војиславе” 1929.
3. „Портре брата Јована” 1929.
4. „Портре Даце Продановић” 1933.
5. „Портре Ангелине Савић” 1934.
6. „Мртва природа” 1936.
7. „Портре Каменке Мићић” 1937.
8. „Портре Мирка Срзентића” 1937.
9. „Портре Радојке Мићић” 1938.
10. „Аутопортре” 1939.
11. „Село Кастелано на Крфу” 1940.
12. „Портре Миленка Поповића” 1946.
13. „Портре Вање Поповића” 1946.
14. „Мртва природа” 1946.
15. „Руже” 1947.
16. „Вања Поповић” 1947.
17. „Село Стојачак” 1947.
18. „Из Сопоћана” 1949.
19. „Из Бежаније” 1949.
20. „Откљањање међе” 1949.
21. „Предаја Риге од Фере” 1949.
22. „Предаја Риге од Фере” 1950.
23. Две слике са називом „Руже” 1950.
24. „Дама са мрким шеширом”
25. „Скица за портрет” 1950.
26. „Студија главе” 1950.
27. „Рад на друму” 1950.
28. „Дон Кихот” 1950.
29. „Сцена из Дон Кихота” 1950.
30. „Портре Наде Продановић” 1950.
31. „Банат” 1950.
32. „Суво цвеће” 1950.
33. Две слике са називом „Банатска страна” 1950.
34. „Портре г-ђе Агнес Хумберт”
35. Четири слике са називом „Панчевачки мост” 1950.
36. „Миленко Поповић” 1950.
37. „Портре Љ. Шепићеве” 1951.
38. „Млада жена” 1951.
39. „Цвеће” 1951.
40. Пет акварела и цртежа

### Јелена Јовановић
1. „Ћерка Марта”
2. Скица из „Пионире”
3. Три гипса „Детаљ из групе Пионири”
4. „Драгиша Ђорђевић”
5. „Жика Металац”
6. „Влада Јоцић”
7. „Алекса Челебоновић”
8. „Портре Г.С.”
9. „Бошко Трифуновић”
10. „Љубав”
11. „Са храном за Бањички логор”
12. „Син Владимир”
13. „Син Вук, детаљ из групе Пионири”
14. „Косара Цагић”
15. „М. М.”